# دوسان أرينا
دوسان أرينا عرف سابقاً باسم ملعب ميستا بلزني هو ملعب متعدد الاستخدام في بلزن، جمهورية التشيك. غالباً ما يستخدم لمباريات كرة القدم وهو الملعب البيتي لنادي فيكتوريا بلزن. يسع لجلوس 13,000 متفرج. بني في سنة 1955 وتم تجديده في 2003 و2011.

## وصلات خارجية
- معلومات عن ملعب ميستا بلزني (بالتشيكية)